# 南张乡
南张乡，是中华人民共和国山西省运城市万荣县下辖的一个乡镇级行政单位。

## 行政区划
南张乡下辖以下地区：
南张村、太赵村、薛里村、百帝村、李家村、王家村、尚家村、姚家村、闫村、东苏村、西苏村、万荣庄村、范村和孙庄村。